# Besenyszög
Besenyszög [bešeňseg] je město v Maďarsku v župě Jász-Nagykun-Szolnok, spadající pod okres Szolnok. Nachází se asi 12 km severovýchodně od župního města Szolnoku. V roce 2017 zde žilo 3 279 obyvatel. Dle údajů z roku 2001 byli všichni obyvatelé maďarské národnosti.
Nejbližšími městy jsou Jászkisér, Szolnok a Újszász. Blízko jsou též obce Csataszög, Jászladány a Tiszasüly.